# Wachowski testvérek
Lana Wachowski, korábban Laurence „Larry” Wachowsky (Chicago, Illinois, 1965. június 21. –) és Lilly Wachowsky, korábban Andrew Paul „Andy” Wachowski (Chicago, Illinois, 1967. december 29. –), együtt a Wachowskikként ismertek, amerikai filmrendezők, forgatókönyvírók és producerek. Számtalan sikertelen filmpróbálkozásuk mellett főképp a jelentős sci-fi-történeti mérföldkőként jegyzett Mátrix, valamint a vegyes fogadtatásban részesült Felhőatlasz című sci-fik rendezőjeként nevezetesek.
1996-ban mutatkoztak be mint filmrendezők a Fülledtség című alkotással, majd második filmjükkel, a Mátrixszal nyertek hírnevet, amely a Szaturnusz-díj-on elnyerte a Legjobb rendezői díjat. Ehhez írtak és rendeztek két folytatást is: a Mátrix – Újratöltvé-t és a Mátrix – Forradalmakat, mindkettőt 2003-ban mutatták be.
A Mátrix-sorozat után 2006-ban bemutatták a V mint vérbosszú című filmet, 2008-ban pedig a Totál turbót, mely egy japán anime-sorozat adaptációja alapján készült. Következő filmjük a Felhőatlasz volt, mely egy regény alapján készült (David Mitchell), melynek Tom Tykwer volt a társszerzője. Ez a film 2012. október 26-án jelent meg. Ezt követő filmjüket, a Jupiter felemelkedését 2015-ben mutatták be.
Mindketten transznemű nők.

## Fiatalkoruk
Lana Wachowski (született: Laurence Wachowski, "Larry") 1965-ben született Chicago-ban. Lilly Wachowski (született: Andrew Wachowski, "Andy") két évvel később 1967-ben. Anyjuk, Lynne Luckinbill, nővér és festő volt, bátyja, Laurence Luckinbill pedig színész. Apjuk Ron Wachowski egy lengyel származású üzletember. Van két lánytestvérük, Julie és Laura; Julie segédkezett a Fülledtség című filmben, mint asszisztens koordinátor, ezen kívül regény- és forgatókönyvíró.
Lana és Lilly a Kellogg Általános Iskolába jártak Chicago Beverly területén, és a Whitney Young High School-ban végeztek, mely az előadó-művészetről híres. Részt vettek a Dungeons & Dragons-ban és az iskola színház és tv programjában is dolgoztak. Mindketten kiestek az érettségi előtt és elmentek egy házfestő és építőiparra Chicagóba, miközben írtak a Marvel Comics-nak.
Az emberek, akik nagy befolyással voltak rájuk: Alfred Hitchcock, John Huston, Billy Wilder, Roman Polański, Francis Ford Coppola, Roger Corman, a Coen testvérek, John Woo, Kuroszava Akira, Mamoru Oshii, Ridley Scott, George Lucas, Fritz Lang és Stanley Kubrick. Néhány író és filozófus is hatással volt rájuk: Hermann Hesse, Homérosz, Fjodor Dosztojevszkij; Cornel West, Philip K. Dick és Ken Wilber.

## Karrierjük beindulása
Mielőtt elkezdtek a filmiparban dolgozni, a Wachowskik képregényeket írtak a Marvel Comics-nak.
Az 1990-es években törtek be a forgatókönyvírásba, a Bérgyilkosokkal, 1994-ben. A forgatókönyvet megvette a Warner Brothers, majd Brian Helgeland újraírta az egészet, de a Wachowski nevet nem sikerült eltüntetniük a filmből. Majd továbbhaladtak a következő projektre, a Fülledtségre, melynek debütáló rendezői voltak. A filmet nagyon jól fogadta a közönség és ezt a sikert kihasználva a testvérek belefogtak következő filmjükbe, a Mátrixba, mellyel igazán berobbantak a köztudatba.

## Filmográfia

### Film
| Év   | Magyar cím                | Eredeti cím            | Feladatkör  | Feladatkör      | Feladatkör   | Megjegyzések                                        |
| Év   | Magyar cím                | Eredeti cím            | Filmrendező | Forgatókönyvíró | Filmproducer | Megjegyzések                                        |
| ---- | ------------------------- | ---------------------- | ----------- | --------------- | ------------ | --------------------------------------------------- |
| 1995 | Bérgyilkosok              | Assassins              | Nem         | Igen            | Nem          |                                                     |
| 1996 | Fülledtség                | Bound                  | Igen        | Igen            | Vezető       |                                                     |
| 1999 | Mátrix                    | The Matrix             | Igen        | Igen            | Vezető       |                                                     |
| 2001 |                           | The Matrix Revisited   | Nem         | Nem             | Vezető       | dokumentumfilm                                      |
| 2003 | Animátrix                 | The Animatrix          | Nem         | Igen            | Igen         |                                                     |
| 2003 | Mátrix – Újratöltve       | The Matrix Reloaded    | Igen        | Igen            | Vezető       |                                                     |
| 2003 | Mátrix – Forradalmak      | The Matrix Revolutions | Igen        | Igen            | Vezető       |                                                     |
| 2005 | V mint vérbosszú          | V for Vendetta         | Nem         | Igen            | Igen         |                                                     |
| 2007 | Invázió                   | The Invasion           | Nem         | Részlegesen     | Nem          | forgatókönyv újraírása (stáblistán nem szerepelnek) |
| 2008 | Speed Racer – Totál turbó | Speed Racer            | Igen        | Igen            | Igen         |                                                     |
| 2009 | Nindzsagyilkos            | Ninja Assassin         | Nem         | Nem             | Igen         |                                                     |
| 2012 | Felhőatlasz               | Cloud Atlas            | Igen        | Igen            | Igen         | rendezés Tom Tykwerrel közösen                      |
| 2014 |                           | Google Me Love         | Nem         | Nem             | Vezető       | rövidfilm                                           |
| 2015 | Jupiter felemelkedése     | Jupiter Ascending      | Igen        | Igen            | Igen         |                                                     |
| 2021 | Mátrix: Feltámadások      | The Matrix 4           | csak Lana   | csak Lana       | csak Lana    |                                                     |

## Díjak és jelölések
| Év   | Díjak                                 | Kategória                                                               | Cím                                         | Eredmény |
| ---- | ------------------------------------- | ----------------------------------------------------------------------- | ------------------------------------------- | -------- |
| 2000 | Amanda Awards                         | A legjobb külföldi játékfilm                                            | Mátrix                                      | Jelölve  |
| 1997 | Deauville American Film Festival      | Nagy különdíj                                                           | Fülledtség                                  | Jelölve  |
| 1997 | Fantasporto                           | Legjobb film                                                            | Fülledtség                                  | Elnyerte |
| 2013 | Német Filmdíj                         | Kiemelkedő játékfilm (megosztva Grant Hill, Stefan Arndt és Tom Tykwer) | Felhőatlasz                                 | Jelölve  |
| 2013 | Német Filmdíj                         | Legjobb rendezés (megosztva Tom Tykwer)                                 | Felhőatlasz                                 | Jelölve  |
| 2004 | Arany Málna díj                       | Legrosszabb rendezés                                                    | Mátrix – Újratöltve és Mátrix – Forradalmak | Jelölve  |
| 2000 | Hugo-díj                              | Legjobb drámai ábrázolás                                                | Mátrix                                      | Jelölve  |
| 2007 | Hugo-díj                              | Legjobb drámai ábrázolás                                                | V mint vérbosszú                            | Jelölve  |
| 2000 | Las Vegas Film Critics Society Awards | Legjobb forgatókönyv                                                    | Mátrix                                      | Jelölve  |
| 2000 | Mainichi Film Concours                | Nézők szavazása: Legjobb idegen nyelvű film                             | Mátrix                                      | Elnyerte |
| 2000 | Nebula-díj                            | Nebula-díjas forgatókönyvek                                             | Mátrix                                      | Jelölve  |
| 2007 | Nebula-díj                            | Nebula-díjas forgatókönyvek                                             | V mint Vérbosszú                            | Jelölve  |
| 2012 | Online Film Critics Society Awards    | Legjobb adaptált forgatókönyv (megosztva Tom Tykwer)                    | Felhőatlasz                                 | Jelölve  |
| 1997 | Outfest                               | Grand Jury Award – Dicséret: Kiemelkedő amerikai elbeszélős játékfilm   | Fülledtség                                  | Elnyerte |
| 1997 | Szaturnusz-díj                        | Legjobb forgatókönyv                                                    | Fülledtség                                  | Jelölve  |
| 2000 | Szaturnusz-díj                        | Legjobb rendező                                                         | Mátrix                                      | Elnyerte |
| 2000 | Szaturnusz-díj                        | Legjobb forgatókönyv                                                    | Mátrix                                      | Jelölve  |
| 2007 | Szaturnusz-díj                        | Legjobb forgatókönyv                                                    | V mint vérbosszú                            | Jelölve  |
| 1997 | Stockholmi Filmfesztivál              | Dicséret                                                                | Fülledtség                                  | Elnyerte |